# Margarodes papillosus
Margarodes papillosus är en insektsart som beskrevs av Green 1912. Margarodes papillosus ingår i släktet Margarodes och familjen pärlsköldlöss. Inga underarter finns listade i Catalogue of Life.